# Пандил Шанев
Пандил Георгиев Шанев (на английски: Pandil Shaneff) е български общественик, трети по ред президент на централния комитет на Македонската патриотична организация.

## Биография
Пандил Шанев е роден в 1888 година в Горно Върбени (Екши Су), тогава в Османската империя. Участва на Третия конгрес на Македонската патриотична организация в Индианаполис през 1924 година, точно след убийството на Тодор Александров. Тогава е избран за президент на централния комитет, за секретар е избран Йордан Чкатров, за подпредседател Гел Сърбинов, за касиер на ЦК Таше Попчев и за съветник Ламбо Киселинчев.
Пандил Шанев премества главната квартира на МПО в Индианополис, създава се и официалният ѝ орган вестник „Македонска трибуна“, организират се и много клонове на МПО в Средния Запад, щата Ню Йорк и в провинция Онтарио. По време на голямата депресия успява да обезпечи издаването на „Македонска трибуна“.
Шанев умира трагично на 26 януари 1939 година.